# Rudolf von Laban
Rudolf von Laban (Hongaars: Rezső Lábán de Váraljas, Lábán Rezső, Lábán Rudolf, Presburg, 15 december 1879 - Weybridge, 1 juli 1958), vaak ook Rudolf Laban  genaamd, was een professioneel danser en choreograaf. Hij staat bekend als een van de pioniers van de moderne dans in Europa. Zijn werk vormde de basis voor labanotatie, een systeem om beweging te analyseren en te noteren.

## Biografie
Rudolf von Laban werd geboren in Presburg (het huidige Bratislava). Zijn vader was een veldmaarschalk in het Oostenrijk-Hongaarse leger, en gouverneur van de provincies Bosnië en Herzegovina. 
Von Laben bracht zijn jeugd door in Wenen, Bratislava, Sarajevo en Mostar. Hij werd door zijn vader naar de militaire academie in Wiener Neustadt gestuurd, maar verliet deze voortijdig om architectuur te gaan studeren aan de  Écoles des Beaux Arts in Parijs.  Tijdens zijn verblijf in Parijs werd zijn interesse gewekt door de bewegingen van het menselijk lichaam, en de relatie van deze bewegingen met de omliggende ruimte. Op zijn dertigste verhuisde Von Laban naar München, alwaar hij, geïnspireerd door danseres/choreografe Heidi Dzinkowska, zich ging richten op Expressionistische dans, of Bewegungskunst. In 1914 werd hij tevens lid van de Ordo Templi Orientis.  In 1915 richtte hij zijn eigen choreografisch trainingscentrum op in Zürich, met vertakkingen in Italië, Frankrijk en Midden-Europa.
Een van zijn grootste bijdragen aan de dans, was Kinetographie Laban; een in 1928 gepubliceerd notatiesysteem dat de basis vormde van labanotatie. Zijn theorieën over choreografie worden vandaag de dag nog altijd gebruikt in moderne dans. 
Tussen 1921 en 1929  regisseerde Laban de Tanzbühne Laban en de kleinere dansgroep Kammertanzbühne Laban. Hij organiseerde drie danscongressen in 1927, 1928 en 1930 om de rol van de dans en de status van de danser te promoten in Duitsland. Van 1930 tot 1934 was Laban hoofd van de balletafdeling van de Deutsche Staatsoper in Berlijn. In 1934 werd hij gepromoveerd tot hoofd van de Deutsche Tanzbühne. Hij regisseerde grote festivals, hierin financieel gesteund door Joseph Goebbels. 
In hoeverre Laban de nazi-ideologie steunde in de jaren voorafgaand aan de Tweede Wereldoorlog is niet helemaal zeker. Er zijn beschuldigingen dat hij reeds in juli 1933 begon om studenten van "niet-Arische" komaf te weren van zijn school. Laban was echter noch Duitser, noch lid van de nazipartij, en mogelijk werkte hij enkel mee om zelf niet in de problemen te raken. Labans werk voor nazi-Duitsland eindigde in 1936, toen Goebbels zijn project Vom Tauwind und der Neuen Freude in de ban deed omdat dit de nazi-ideologie niet ondersteunde. 
In 1937 reisde Laban naar Parijs en van daaruit naar Engeland. Hij sloot zich hier aan bij de dansschool van Kurt Jooss en Sigurd Leeder. In de jaren erop bleef hij onderwijs geven in dans, gesteund door Lisa Ullmann. Hun samenwerking resulteerde in 1945 in de oprichting  van de Laban Art of Movement Guild (tegenwoordig bekend als The Laban Guild for Movement and Dance). In 1946 stichtte hij de Art of Movement Studio in Manchester. 
In 1947 publiceerde Laban het boek Effort, een fordistische studie van de tijd en energie die nodig is om taken in en werkomgeving te voltooien. 
Rudolf von Laban stierf in juli 1958 in de Engelse plaats Weybridge. Onder zijn studenten en vrienden bevonden zich bekende namen als Mary Wigman, Kurt Jooss, Lisa Ullmann, Albrecht Knust, Lilian Harmel, Sophie Taeuber-Arp, Hilde Holger, Mida Schutte, Gertrud Kraus, Gisa Geert, Warren Lamb, Elizabeth Sneddon en Yat Malmgren.